# Норак, Альберт Александрович
Альберт Александрович Норак — советский хозяйственный, государственный и политический деятель.

## Биография
Родился в 1928 году в Таллине. Член КПСС с 1956 года.
Спортсмен, 15-кратный чемпион Эстонской ССР по плаванию на спине в 1948—1953 годах (в тот же период в составе сборной Эстонии), а в 1950 году стал чемпионом Советского Союза по плаванию на 200 м спиной.
С 1952 года — на хозяйственной, общественной и политической работе. В 1952—1991 гг. — экономист, заместитель начальника управления,
старший экономист управления финансирования сельского хозяйства, начальник контрольно-ревизионного управления, заместитель Министра финансов Эстонской ССР, Министр финансов Эстонской ССР, председатель исполкома Таллинского городского Совета народных депутатов, заведующий отделом охраны природы и заведующий отделом экономики Совета Министров Эстонской ССР.
Избирался депутатом Верховного Совета Эстонской ССР 7-10-го созывов.
Умер в Таллине в 2015 году.